# Grandfontaine (Doubs)
Grandfontaine ist eine französische Gemeinde mit 1810 Einwohnern (Stand: 1. Januar 2022) im Département Doubs in der Region Bourgogne-Franche-Comté. Sie gehört zum Arrondissement Besançon und ist Mitglied im Gemeindeverband Grand Besançon Métropole. Die Bewohner werden Grandifontains und Grandifontaines genannt.

## Geographie
Grandfontaine liegt auf 239 m Meereshöhe, etwa zehn Kilometer westsüdwestlich der Stadt Besançon (Luftlinie). Das Dorf erstreckt sich in der leicht gewellten Landschaft zwischen den Flussläufen von Doubs im Süden und Ognon im Norden.
Die Fläche des 5,68 km² großen Gemeindegebiets umfasst einen Abschnitt nördlich des Doubstals. Die teils mit Acker- und Wiesland, teils mit Wald bestandene Landschaft zeigt nur geringe Reliefunterschiede. Ein kurzer Bach entwässert das Gebiet nach Süden zum Doubs. Ganz im Süden reicht das Gemeindeareal bis an den Flusslauf des Doubs. Die nördliche Abgrenzung verläuft entlang der Hauptstraße N73, die Besançon mit Dole verbindet. Mit 295 m wird auf einer Anhöhe westlich des Dorfes die höchste Erhebung von Grandfontaine erreicht.
Nachbargemeinden von Grandfontaine sind 
- Dannemarie-sur-Crète, Franois und Chemaudin et Vaux mit Chemaudin und im Norden, Avanne-Aveney im Osten, Montferrand-le-Château und Thoraise im Süden sowie Torpes und Velesmes-Essarts im Westen.

## Geschichte
Verschiedene Funde weisen darauf hin, dass das Gemeindegebiet von Grandfontaine bereits in gallorömischer Zeit besiedelt war. Erstmals urkundlich erwähnt wird Grandfontaine im Jahr 1089 unter dem latinisierten Namen Grandis Fonte. Im Mittelalter gehörte das Dorf nacheinander den Herren von Montferrand und der Familie Gauthiot von Gray, bevor es im 17. Jahrhundert an das Jesuitenkolleg von Besançon kam. Zusammen mit der Franche-Comté gelangte Grandfontaine mit dem Frieden von Nimwegen 1678 definitiv an Frankreich.

## Sehenswürdigkeiten

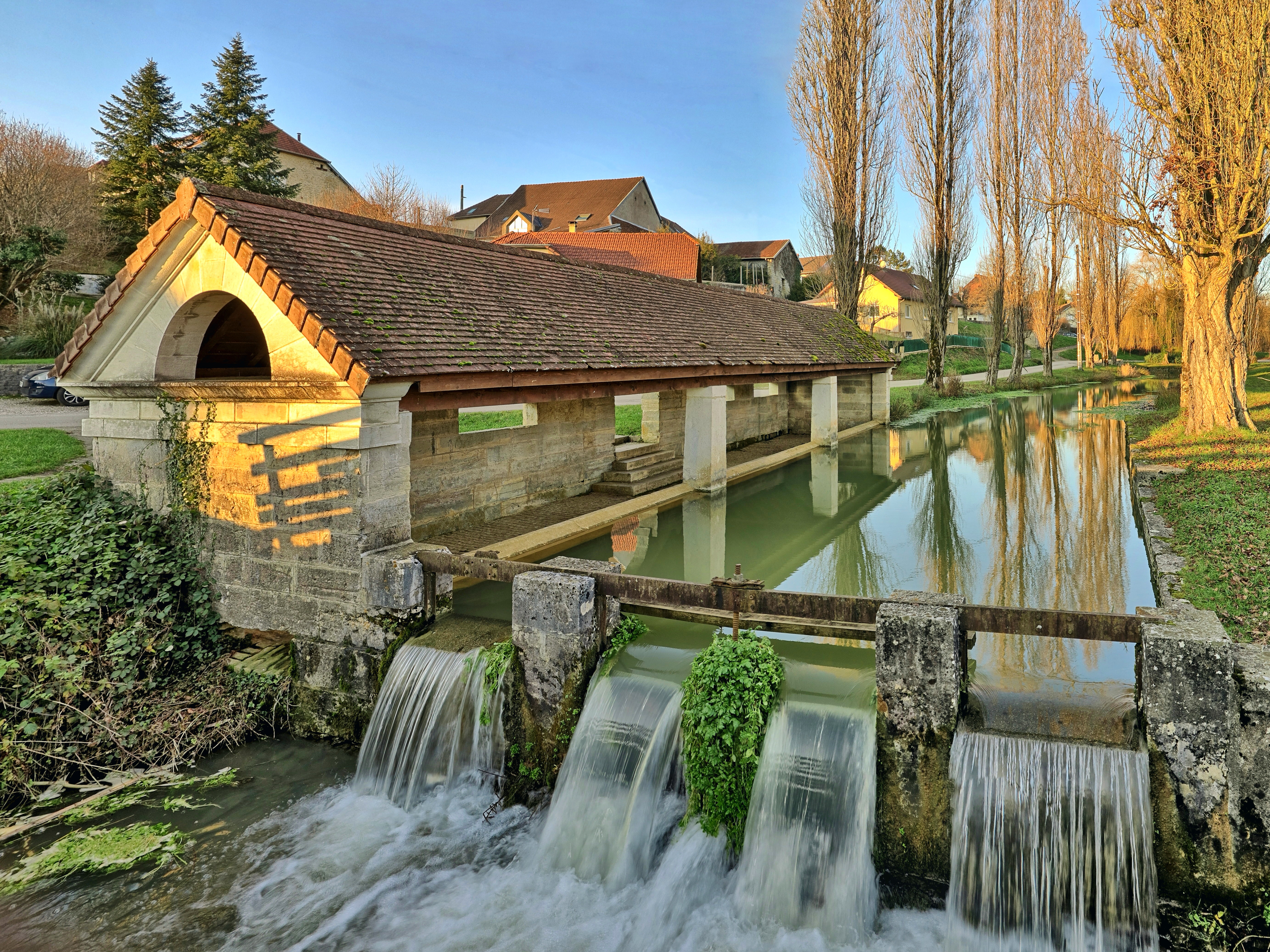
Lavoir

Die Kirche Saints-Pierre-et-Paul, eine Hallenkirche, wurde 1781 im Stil Louis-seize erbaut. Das Lavoir diente früher als öffentliches Waschhaus und als Viehtränke.

## Bevölkerung
| Jahr                       | 1962 | 1968 | 1975 | 1982 | 1990 | 1999 | 2004 | 2016 |
| Einwohner                  | 342  | 476  | 898  | 1070 | 1111 | 1119 | 1381 | 1587 |
| Quellen: Cassini und INSEE |      |      |      |      |      |      |      |      |

Mit 1810 Einwohnern (Stand 1. Januar 2022) gehört Grandfontaine zu den kleineren Gemeinden des Départements Doubs. Nachdem die Einwohnerzahl in der ersten Hälfte des 20. Jahrhunderts stets im Bereich zwischen 230 und 290 Personen gelegen hatte, wurde seit Beginn der 1950er Jahre ein markantes Bevölkerungswachstum verzeichnet. Seither hat sich die Einwohnerzahl mehr als vervierfacht. Heute gehört Grandfontaine zum äußeren Agglomerationsgürtel von Besançon.

## Wirtschaft und Infrastruktur
Grandfontaine war bis weit ins 20. Jahrhundert hinein ein vorwiegend durch die Landwirtschaft (Ackerbau, Obstbau und Milchwirtschaft) und Forstwirtschaft geprägtes Dorf. Daneben gibt es heute verschiedene Betriebe des lokalen Kleingewerbes. Mittlerweile hat sich das Dorf auch zu einer Wohngemeinde gewandelt. Viele Erwerbstätige sind Wegpendler, die in der Agglomeration Besançon ihrer Arbeit nachgehen.
Die Ortschaft ist verkehrstechnisch gut erschlossen. Sie liegt nahe der Hauptstraße N73, die von Besançon nach Dole führt. Der nächste Anschluss an die Autobahn A36 befindet sich in einer Entfernung von ungefähr sechs Kilometern. Weitere Straßenverbindungen bestehen mit Routelle, Torpes und Montferrand-le-Château.